# Norma Varden
Norma Varden, nata Norma Varden Shackleton (Londra, 20 gennaio 1898 – Santa Barbara, 19 gennaio 1989), è stata un'attrice e pianista britannica naturalizzata statunitense.

## Biografia
Nata a Londra, Norma Varden fu una bambina prodigio. Formatasi come pianista concertista a Parigi, si esibì in Inghilterra prima di decidere di dedicarsi alla recitazione. Studiò alla Guildhall School of Music and Drama e fece la sua prima apparizione nei panni di Mrs. Darling in una rappresentazione teatrale di Peter Pan.
Presa sotto l'ala protettrice di Kate Rorke, nota interprete dell'epoca, la Varden fece esperienza nel teatro di repertorio e debuttò al West End nel 1920, recitando nella pièce The Wandering Jew. Dal 1929 al 1933 fu componente regolare della compagnia di attori dell'Aldwych Theatre, affermandosi in ogni genere di rappresentazione, da Shakespeare alla farsa. Iniziò anche a comparire sul grande schermo in film britannici, affermandosi con ruoli ricorrenti di donna altezzosa.
All'inizio degli anni quaranta la Varden si trasferì negli Stati Uniti e lavorò regolarmente in produzioni hollywoodiane, prevalentemente in ruoli secondari. Apparve in grandi successi del decennio, quali Casablanca (1942) di Michael Curtiz, Frutto proibito (1942) di Billy Wilder, Le bianche scogliere di Dover (1944), Gran Premio (1944). Da ricordare la sua partecipazione anche a celebri pellicole degli anni cinquanta, come L'altro uomo (1951) di Alfred Hitchcock, e Gli uomini preferiscono le bionde (1953) di Howard Hawks. Ebbe un ruolo significativo in Testimone d'accusa (1957), quello di Emily French, la vedova benestante del cui assassinio è accusato Leonard Vole (Tyrone Power). Interpretò inoltre la governante Frau Schmidt in Tutti insieme appassionatamente (1965) e fece la sua ultima apparizione sul grande schermo con il ruolo di Lady Petherington in Il favoloso dottor Dolittle (1967).
Negli anni cinquanta e sessanta Norma Varden fu presente con regolarità anche sul piccolo schermo. Dal 1961 al 1964 ebbe un ruolo ricorrente, quello di Harriet Johnson, nella sit com dell'NBC Hazel. Tra le sue altre interpretazioni televisive, da ricordare quella di Mrs. Benson, vicina di casa di Lucy (Lucille Ball) e Ricky Ricardo (Desi Arnaz) nella sit com Lucy ed io (1953), quella di Winifred Wileen nell'episodio The Case of the Illicit Illusion della serie Perry Mason (1964), e quella di Mrs. Monteagle in due episodi della serie Batman (1966).
Divenuta cittadina americana nel 1948, Norma Varden non si sposò mai. Morì per insufficienza cardiaca a Santa Barbara, in California, il 19 gennaio 1989, il giorno prima del suo 91º compleanno.

## Filmografia parziale

### Cinema
- Maschere di lusso (We Were Dancing), regia di Robert Z. Leonard (1942)
- Frutto proibito (The Major and the Minor), regia di Billy Wilder (1942)
- Casablanca, regia di Michael Curtiz (1942)
- Prigionieri del passato (Random Harvest), regia di Mervyn LeRoy (1942)
- Che donna! (What a Woman!), regia di Irving Cummings (1943)
- Le bianche scogliere di Dover (The White Cliffs of Dover), regia di Clarence Brown (1944)
- Mademoiselle Fifi, regia di Robert Wise (1944)
- Gran Premio (National Velvet), regia di Clarence Brown (1944)
- Scintille tra due cuori (Those Endearing Young Charms), regia di Lewis Allen (1945)
- Il naufrago (The Cheaters), regia di Joseph Kane (1945)
- Mi piace quella bionda (Hold That Blonde!), regia di George Marshall (1945)
- Anni verdi (The Green Years), regia di Victor Saville (1946)
- La congiura di Barovia (Where There's Life), regia di Sidney Lanfield (1947)
- È tempo di vivere (Let's Live a Little), regia di Richard Wallace (1948)
- Diana vuole la libertà (Adventure in Baltimore), regia di Richard Wallace (1949)
- Il giardino segreto (The Secret Garden), regia di Fred M. Wilcox (1949)
- Ai vostri ordini signora! (Fancy Pants), regia di George Marshall (1950)
- L'altro uomo (Strangers on a Train), regia di Alfred Hitchcock (1951)
- La campana del convento (Thunder on the Hill), regia di Douglas Sirk (1951)
- La regina vergine (Young Bess), regia di George Sidney (1953)
- Gli uomini preferiscono le bionde (Gentlemen Prefer Blondes), regia di Howard Hawks (1953)
- Annibale e la vestale (Jupiter's Darling), regia di George Sidney (1955)
- Testimone d'accusa (Witness for Prosecution), regia di Billy Wilder (1957)
- I bucanieri (The Buccaneer), regia di Anthony Quinn (1958)
- L'incredibile spia (13 Frightened Girls), regia di William Castle (1963)
- Tutti insieme appassionatamente (The Sound of Music), regia di Robert Wise (1965)
- Una ragazza da sedurre (A Very Special Favor), regia di Michael Gordon (1965)
- Il favoloso dottor Dolittle (Doctor Dolittle), regia di Richard Fleischer (1967)

### Televisione
- General Electric Theater – serie TV, episodio 3x01 (1954)
- The 20th Century-Fox Hour – serie TV, episodio 1x09 (1956)
- Crossroads – serie TV, episodio 1x25 (1956)
- The Star and the Story – serie TV, episodio 2x13 (1956)
- Telephone Time – serie TV, episodio 2x34 (1957)
- How to Marry a Millionaire – serie TV, episodi 1x16-1x27 (1958)
- Indirizzo permanente (77 Sunset Strip) – serie TV, episodio 3x13 (1960)
- Ispettore Dante (Dante) – serie TV, episodio 1x19 (1961)
- Ensign O'Toole – serie TV, episodio 1x08 (1962)
- The Travels of Jaimie McPheeters – serie TV, episodio 1x11 (1963)

## Doppiatrici italiane
- Franca Dominici in Gli amanti devono imparare, Tutti insieme appassionatamente, Il favoloso dottor Dolittle
- Mimosa Favi in Anni verdi[1], I miserabili[2]
- Giovanna Scotto in Frutto proibito
- Margherita Bagni in Le bianche scogliere di Dover[3]
- Maria Saccenti in La regina vergine
- Lola Braccini in Gli uomini preferiscono le bionde
- Tina Lattanzi in Annibale e la vestale
- Lydia Simoneschi in Testimone d'accusa
- Wanda Tettoni in L'altro uomo (ridoppiaggio[4])
- Rosetta Calavetta in Gran Premio (ridoppiaggio[5])